# 蔣瑞青
蔣瑞青（1894年11月23日—1897年4月24日），譜名周傳，浙江奉化溪口人。蒋中正幼弟。

## 簡介
虛歲四歲時過世（2週歲），無嗣。後來蔣母王太夫人不忍蔣瑞青絕後，答應由蔣中正收養蔣緯國，兼祧蔣中正、蔣瑞青，爾後由緯國奉祀瑞青神主香火，故戴季陶將蔣緯國過繼給蔣中正。
王太夫人原先預定分家時，賜蔣中正室名「豐房」，賜蔣瑞青室名「鎬房」，瑞青幼年過世，蔣中正因而得到兩房，於是將蔣中正室名改為「豐鎬房」，蔣經國的表字「建豐」和蔣緯國的表字「建鎬」就是由此室名而來，蔣中正意思是由蔣經國繼承自己，由蔣緯國繼承蔣瑞青。
另說是王太夫人命蔣經國兼祧蔣中正與蔣瑞青，直到蔣中正收養蔣緯國後，又以蔣緯國作為蔣中正的繼承人。
自蔣瑞青身亡後，蒋中正之兄蔣锡侯受挑撥，想分瑞青之遺產不遂，幾乎引至涉訟，而以訟詞恫嚇王太夫人。